# Lee Ji-ae
Lee Ji-ae (13 de mayo de 1981) es una ex locutora y personalidad surcoreana. Exmiembro del elenco del programa de variedades Hombres Reales.

## Vida personal
Se graduó de la Universidad Sungshin. Está casada con el locutor Kim Jeong Keun.

## Programa de variedades
| año  | programa                                         | notas                                         | red  | ref   |
| ---- | ------------------------------------------------ | --------------------------------------------- | ---- | ----- |
| 2014 | Witch Hunt                                       |                                               | JTBC |       |
| 2017 | Same Bed, Different Dreams 2: You Are My Destiny | junto a Kim Jung-geun (episodio 3 ~ presente) | SBS  | [ 3 ] |